# Gonolobus asterias
Gonolobus asterias är en oleanderväxtart som beskrevs av W.D.Stevens. Gonolobus asterias ingår i släktet Gonolobus och familjen oleanderväxter. Inga underarter finns listade i Catalogue of Life.